# 中华人民共和国性贩卖
中华人民共和国性交易是指在中華人民共和國境內發生的以性剝削和奴役為目的的非法人口販賣。中國的人口販運受害者人數位居世界第二。它是性販運者的原籍國、目的地國和過境國。
該國的性交易受害者來自中國各民族和外國人。中國公民，主要是婦女和女童，被販賣到中國各省以及亞洲和各大洲的其他國家。它們已在海外華人僑民社區中被發現。中國妓女被販賣到海外，特別是在中國男工和建築工人有需求的地方。中國數以億計的國內流動人口特別容易受到性交易的影響。性交易受害者被綁架或被欺騙並被迫賣淫、結婚和/或懷孕。他們受到威脅，身心受到傷害。他們因強姦而感染性傳播疾病，虐待和飢餓很常見。一些婦女和女童死於囚禁的惡劣條件，或遭受酷刑和/或被謀殺。